# 蒙蒂尼莱沃苏勒
蒙蒂尼莱沃苏勒（法語：Montigny-lès-Vesoul，法語發音：[mɔ̃tiɲi lɛ vəzul]，意为“沃苏勒附近的蒙蒂尼”）是法国上索恩省的一个市镇，属于沃苏勒区。

## 地理
蒙蒂尼莱沃苏勒（47°38'18"N, 6°4'20"E）面积6.47 平方千米，位于法国勃艮第-弗朗什-孔泰大區上索恩省，该省份为法国东部内陆省份，北起顺时针与孚日省、贝尔福地区省、杜省、汝拉省、科多尔省和上马恩省接壤。
与蒙蒂尼莱沃苏勒接壤的市镇（或旧市镇、城区）包括：锡村、沙里耶、格拉特里、蓬塞、韦夫尔和蒙图瓦耶、沃舒。

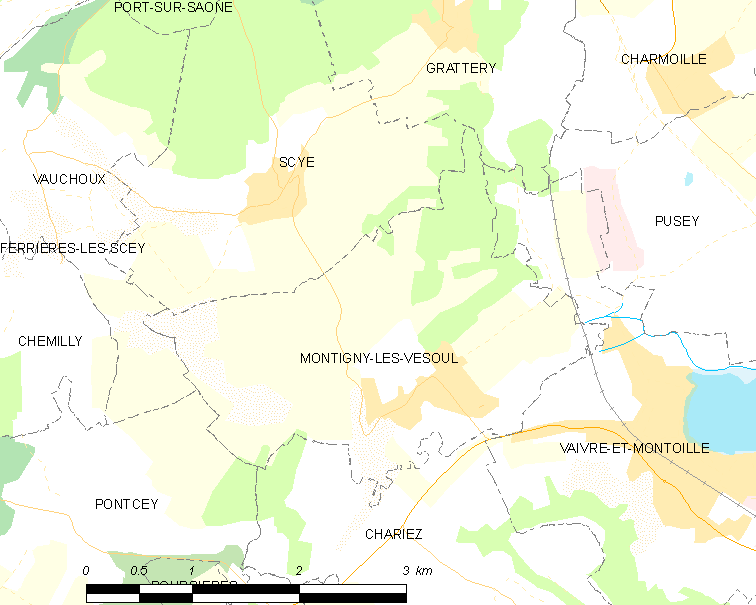
蒙蒂尼莱沃苏勒的OSM定位图

蒙蒂尼莱沃苏勒的时区为UTC+01:00、UTC+02:00（夏令时）。

## 行政
蒙蒂尼莱沃苏勒的邮政编码为70000，INSEE市镇编码为70363。

## 政治
蒙蒂尼莱沃苏勒所属的省级选区为沃苏勒第一县。

## 人口

1962-2008年间蒙蒂尼莱沃苏勒人口变化图示

蒙蒂尼莱沃苏勒于2022年1月1日时的人口数量为635人。